# 岡野宏典
岡野 宏典（おかの ひろのり、1981年4月4日 - ）は、日本のシンガーソングライター。作詞・作曲・アレンジのクレジットでの表記は、本名である『岡野宏範』。
静岡県浜松市生まれ。小学生の時にヴァイオリンを始める。静岡県立浜松西高等学校、岐阜大学教育学部音楽科卒業。地元浜松での路上ライブをきっかけにディレクターにスカウトされ2006年に上京し本格的に活動を開始する。

## 略歴
- 2007年
  - 10月24日、デビューシングル「レモネード」を発売。
- 2008年
  - 2月27日、2ndシングル「フォトグラフ」を発売。
  - 7月30日、3rdシングル「ゴール」を発売。
  - 10月8日、4thシングル「世界で誰より愛してる」を発売。
  - 11月5日、1stアルバム『キャンバス』を発売。
- 2009年
  - 11月5日、1st Tour "キャンバスを全国5ヶ所で行う。
  - 3月11日、5thシングル「奇跡」、DVD『ビデオ・キャンバス』を発売。
- 2013年
  - 9月25日、4年ぶりのリリースとなる6thシングル「蒼」を発売。

## ディスコグラフィ

### シングル
1. レモネード (2007年10月24日)
  1. レモネード　「奇跡体験!アンビリバボー」エンディングテーマ
  2. 右手
  3. ハナウタ
  4. 光
  5. レモネード -Instrumental-
2. フォトグラフ (2008年2月27日)
  1. フォトグラフ　駿台予備学校2008春CMソング
  2. 道
  3. フォトグラフ -Instrumental-
  4. 道 -Instrumental-
3. ゴール/旅路 (2008年7月30日)
  1. ゴール　トランポリン日本代表 上山容弘 公式応援ソング / 読売テレビ 「わくわく宝島」 イメージソング / NNN News 「リアルタイム」リアルSPORTSテーマソング / 2008 SBSカップ国際ユースサッカーテーマソング
  2. 旅路　SUBARU LEGACY OUTBACK CMソング
  3. メロドラマ
  4. ゴール -Instrumental-
  5. 旅路 -Instrumental-
  6. メロドラマ -Instrumental-
4. 世界で誰より愛してる (2008年10月8日)
  1. 世界で誰より愛してる　ドラマ「キッパリ!!」主題歌
  2. 指きり
  3. 世界で誰より愛してる -Instrumental-
  4. 指きり -Instrumental-
5. 奇跡 (2009年3月11日)
  1. 奇跡　映画「恋極星」エンディング・テーマ
  2. 奇跡（Acoustic Ver）
  3. プリズム
  4. 奇跡（Instrumentaｌ）
  5. プリズム（Instrumental）
6. 蒼 (2013年9月25日)
  1. 蒼　
  2. 家路
  3. 相合傘
  4. 蒼（Instrumentaｌ）
7. 南風 (2015年5月13日)
  1. 南風　
  2. フォトグラフ ～薫風version～
  3. 南風 instrumental
8. コトノハ (2015年9月23日)
  1. コトノハ　
  2. 遥か
  3. コトノハ instrumental
  4. 遥か instrumental

### アルバム
1. Canvas (2008年11月5日)
  1. 世界で誰より愛してる
  2. フォトグラフ
  3. 風待ち
  4. ゴール
  5. キャンバス　「グッと!地球便」2008年10〜12月エンディングテーマ
  6. 光射す場所
  7. 足どり
  8. 未来
  9. 月影
  10. レモネード
  11. 旅路
  12. 届いたらいいな〜Gratitude〜(岡野宏典 Acoustic Ver.) -BONUS TRACK-
2. Lithograph (2013年11月16日)
  1. プロローグ
  2. 蒼
  3. 声
  4. 毀誉褒貶
  5. スロウ
  6. ハジマリノウタ
  7. バタフライ
  8. 雨空
  9. ちいさなバラード
  10. セレナーデ
  11. メッセージ
  12. 何時もこころの中に

### DVD
1. ビデオ・キャンバス (2009年3月11日)
  1. レモネード
  2. フォトグラフ
  3. ゴール
  4. 旅路
  5. 世界で誰より愛してる
  6. 奇跡
  7. 奇跡 (岡野宏典 Only Ver.)

## 担当番組
- 岡野宏典が全力投球!![1]（K-mix）
【第1期】-2009年3月29日・日曜21:30-22:00。
【第2期】2012年10月6日-・土曜18:30-18:55。